# 勒波厄西吉拉
勒波厄西吉拉（法語：Le Poët-Sigillat）是法国德龙省的一个市镇，属于尼永区（Nyons）雷米扎县（Rémuzat）。该市镇总面积15.36平方公里，2009年时的人口为116人。

## 人口
勒波厄西吉拉人口变化图示